# 오레샤르스키 내각 반대 시위
오레샤르스키 내각 반대 시위(불가리아어: Протести срещу кабинета „Орешарски“)는 불가리아, 주로 소피아에서 일어나는 불가리아 사회당과 권리와 자유를 위한 운동, 극우당 아타카가 지지하는 연합 내각인 팔라멘 오레샤르스키 우익 내각에 반대하여 일어나는 시위이다. 이 시위는 2013년 5월 28일 시작했으며 실질적인 대규모 시위는 6월 14일부터 시작되었다. 이 시위는 대학 점령 및 거리 행진 등의 형태로 계속 진행되고 있다.